# I Simpson - Il videogioco
I Simpson - Il videogioco, titolo originale The Simpsons Game, è un videogioco ispirato alla serie televisiva d'animazione I Simpson. Il gioco è distribuito da Electronic Arts ed è stato distribuito per PlayStation 2, PlayStation 3, PlayStation Portable, Xbox 360, Wii e Nintendo DS.

## Trama
Il gioco inizia con la famiglia Simpson davanti alla televisione che trasmette uno spot di un nuovo gioco estremamente violento a tema Grattachecca & Fichetto, "Grand Theft Grattachecca" (parodia del famoso Grand Theft Auto). Homer si addormenta e gli appare in sogno la Terra del Cioccolato, un posto immaginario in cui tutto è di cioccolato, dove insegue e divora un coniglio di cioccolato bianco, ma poco dopo si sveglia.
Il giorno dopo, Bart riesce ad acquistare Grand Theft Grattachecca, ma quando Marge lo scopre glielo confisca. Mentre Bart se ne va triste, il manuale d'istruzioni di questo stesso gioco precipita dal cielo e gli atterra davanti. Con il manuale, Bart scopre che tutta la famiglia ha dei superpoteri: quello di Bart, per esempio, è di trasformarsi in Bartman. Accompagnato da Homer, si dirige nelle caverne sotto il Museo di Springfield, dove scopre che Secco, Patata e Spada vogliono derubare il museo e i due li sconfiggono, scoprendo che il preside Skinner ha organizzato la rapina per il taglio dei fondi al settore di scienze della scuola.
Più tardi, Homer utilizza il suo superpotere di mangiare e trasformarsi in una palla umana gigante, partecipando alla Gara di Mangiate Estreme della Duff e uscendone vincitore.
Bart quindi informa Lisa dei suoi nuovi superpoteri: sfruttare la mano di Budda tramite meditazione e ipnotizzare la gente con il suo sassofono. Con i suoi poteri, Lisa ne approfitta per fermare la segheria di Mr. Burns e salvare Lenny e Carl dal finire uccisi dentro una macchina trita alberi.
Più tardi, Marge userà i suoi superpoteri di leader per intimare una folla a obbligare il divieto di vendita ai minori di Grand Theft Grattachecca, anche se Lisa pensa che sia ipocrita usare la violenza per mettere al bando un gioco violento.
Riunitasi a cena quella sera, la famiglia è euforica per i loro nuovi poteri. Tuttavia, sono indecisi su come usare in buon modo le loro capacità e finiscono per criticare a vicenda i danni causati dalle loro scampagnate. Nel frattempo, gli alieni Kang e Kodos ritengono questo il momento opportuno per attaccare la Terra. Gli alieni portano in vita la statua di Lardello e delle bambole di Krusty, mentre con un misterioso raggio rendono i delfini malvagi e iniziano a saccheggiare il centro commerciale.
Finalmente è giunto il momento di sfruttare i loro poteri per una buona causa, ma gli alieni sono troppo forti, quindi, Bart e Lisa cercano il professor Frink, scoprendo che è stato risucchiato nel "Motore di Gioco": un mondo parallelo dove ha veramente avuto origine ogni videogioco. Frink spiega che i due devono far ricorso alle mosse speciali sbloccabili, donando a loro la guida del gioco, ma viene rapito da Donkey Kong. Bart e Lisa sconfiggono la scimmia, ottenendo il diritto di prendere la guida del gioco, mentre il professor Frink decide di rimanere nel mondo parallelo, avendo lì trovato l'amore con un Koopa.
Ora che i loro poteri sono più forti, i Simpson tentano di sventare l'invasione: Homer e Bart distruggono la statua di Lardello e fermano il saccheggio del centro commerciale, scoprendo che Telespalla Bob è in combutta con gli alieni, mentre Bart e Lisa sconfiggono i delfini.
Tuttavia, gli alieni sono tutt'altro che sconfitti e iniziano a distruggere Springfield. La famiglia utilizza quindi Internet per scoprire che cosa devono fare, ma Homer rovescia una birra sulla tastiera e la famiglia, risucchiata nel computer, finisce nel Motore di Gioco, dove trovano il creatore di The Sims, Will Wright, che vuole distruggere la versione precedente dei Simpson di un vecchio gioco a 8 bit. Homer e Bart però salvano i loro antenati, e poi scoprono che se non vogliono anche loro correre lo stesso rischio, devono sconfiggere Matt Groening, il grande creatore de I Simpson. Tuttavia, per accedere alla sua dimora, la famiglia ha bisogno di acquisire quattro chiavi magnetiche nascoste all'interno dei quattro futuri giochi de I Simpson: "Neverquest", "Medal of Homer", "Grand Theft Grattachecca" e "Gioco Superspassoserrimo" (un misto di videogiochi giapponesi quali Zelda, Pokémon e Final Fantasy).
Una volta che hanno tutte e quattro le chiavi Bart e Homer si infiltrano nel palazzo del creatore. Tuttavia vengono scoperti da Matt Groening a urinare sul suo prato, che scatena contro di loro cloni di Bender e dell Dottor Zoidberg, personaggi di Futurama, altra serie animata di sua creazione. Tuttavia Groening viene sconfitto e rivela ai Simpson di aver creato il gioco solo per i soldi; approfittando della loro distrazione, li inganna, preme il pulsante di autodistruzione e fugge su un elicottero. La famiglia fugge dal Motore di Gioco in autodistruzione e tornano a Springfield assieme agli altri abitanti di quel mondo, scoprendo tuttavia che la città è ancora attaccata dagli alieni.
Lisa decide così di usare il suo potere per creare una scala per il paradiso e chiedere aiuto a Dio. Superando il paradiso, pieno zeppo dei nemici sconfitti nei precedenti livelli e ostacolati da William Shakespeare e Benjamin Franklin, i cinque si trovano al cospetto di Dio, che li sfida a una gara di ballo ispirata a Dance Dance Revolution, che riescono a vincere distruggendo le tre console per videogiochi di Dio: PrayStation, XodusBox e Hii.
Dopo essere stato sconfitto Dio, ricattato da Bart che minaccia di distruggere le partite salvate del suo gioco preferito, rivela che il mondo dei Simpson é un videogioco, che a sua volta è un minigioco in un altro videogioco sulla vita terrestre; rivela inoltre di aver lasciato cadere per sbaglio il manuale del videogioco sulla Terra, dotando così la famiglia di superpoteri.
Rendendosi conto del suo errore, Dio promette di ripristinare Springfield com'era prima, di lasciare che mantengano i loro poteri e di migliorare le condizioni di lavoro di tutti i personaggi del gioco. Inoltre, concede a Homer tre desideri. Lisa chiede se Dio si chiede mai se lui stesso è un personaggio in un videogioco e mentre questi si fa beffe di questa teoria, si scopre che Ralph Winchester sta giocando al gioco prima di guardare verso il giocatore e dire a suo padre che si sente osservato.

## Modalità di gioco
Il gioco presenta un sistema di controllo tipico dei videogiochi a piattaforma tridimensionale; il giocatore, a seconda dello scenario, potrà prendere il controllo di una coppia di membri della famiglia Simpson, con la possibilità di cambiare il controllo tra i personaggi o giocare in coppia con un altro giocatore, cosa da fare frequentemente nel gioco per proseguire, e guidarli attraverso il livello fino ad arrivare al boss finale e sconfiggerlo; nel livello finale del paradiso è possibile controllare simultaneamente tutti i membri della famiglia.
Ogni giocatore ha a disposizione una barra di energia vitale e una per gli attacchi speciali; la prima diminuisce ogni volta che si viene colpiti, l'altra si deplora utilizzando le abilità speciali.
La barra di energia vitale si ricarica lentamente in autonomia, mentre quella per gli attacchi speciali si ricarica uccidendo nemici, che liberano sfere di energia, e raccogliendo oggetti con cui solo un personaggio può interagire: cibo e munizioni rispettivamente per Homer e Bart (che variano a seconda del livello), fiori di loto per Lisa e batterie per Marge.
Se il giocatore esaurisce l'energia vitale andrà al tappeto; se il compagno sarà ancora vivo potrà ricaricare la barra di energia del personaggio esausto interagendo con esso, ma nel caso in cui dovesse andare anche lui al tappeto prima di ciò, allora sarà game over.
Nelle versioni Xbox 360 e Playstation 3 è possibile esplorare Springfield per raccogliere gli oggetti collezionabili sparsi per la città e accedere ai nuovi scenari, indicati tramite un raggio di luce rossa.

## Abilità speciali
Ogni personaggio dispone di diversi tipi di poteri che possono essere utilizzati per vari attacchi più o meno potenti, che a loro volta richiedono un quantitativo maggiore o minore di energia per essere utilizzati:
- Homer: Homer può emettere rutti che, a seconda della loro potenza, stordiscono o mettono al tappeto i nemici; è in grado di trasformarsi in Palla Homer, che gli permette di eseguire potenti schianti a terra e scatti in avanti, cosa che è utile contro i nemici, i boss finali e ostacoli, ed in Homer Gomma, acquisendo l'abilità di sparare proiettili di gelatina che infliggono danni pesanti; interagendo con le bombole di elio diventa Homer Elio, che gli consente di fluttuare e scattare in avanti per un breve periodo di tempo.
- Bart: Bart è in grado di trasformarsi nel suo alter-ego, Bartman (parodia evidente di Batman), che gli consente di planare tramite il mantello e usare un rampino per raggiungere postazioni elevate; tramite la sua fionda, Bart può stordire nemici e colpire bersagli utili per proseguire nel gioco usando diverse munizioni, nonché caricare un potente colpo che mette al tappeto i nemici (questo solo nelle versioni Xbox 360 e Playstation 3; in tutte le altre, Bart si trasforma in Bartman e rilascia una nube di pipistrelli che colpisce i nemici a corto raggio).
- Lisa: Lisa può usare il suo sassofono per stordire i nemici o travolgerli con un attacco caricato; interagendo con le postazioni di Budda, la ragazza può sollevare oggetti e colpire i nemici facendoli volare via, folgorandoli o congelandoli.
- Marge e Maggie: Marge, tramite l'uso del suo megafono, può ordinare alla gente di attaccare nemici, distruggere o ricostruire costruzioni e emettere potenti onde sonore che stendono i nemici; Maggie può infilarsi nei condotti dell'aria condizionata, cosa che le consente di attivare interruttori speciali e raccogliere i coupon nascosti.

## Potere temporaneo
Ogni personaggio può acquisire, toccando un oggetto esclusivo per ciascuno di esso, un potere che lo rende temporaneamente invincibile e molto potente (solo nelle versioni Xbox 360 e Playstation 3; in tutte le altre si può ottenere solo un'immunità temporanea tramite uno scudo).
- Homer; toccando il Peperoncino Infernale, Homer diventa Homer Palla Lava, cosa che gli consente di uccidere i nemici al minimo contatto e rotolare su superfici letali dove normalmente morirebbe all'istante.
- Bart; toccando l'Elmetto Robotico, Bart diventa Robo-Bart, cosa che gli permette di sparare raggi laser letali, utili per colpire bersagli non raggiungibili con la fionda e uccidere nemici istantaneamente.
- Lisa; toccando la rivista di Malibu Stacy, Lisa diventa Super Lisa, che le consente di uccidere i nemici con un solo colpo e la rende invincibile.
- Marge; toccando il berretto da poliziotta, Marge diventa Poliziotta Marge, cosa che la rende invincibile e le consente di stendere con un solo pugno i nemici

## Oggetti collezionabili
All'interno di ogni livello sono presenti un numero di oggetti collezionabili che possono essere raccolti solo da uno specifico personaggio: i tappi delle bottiglie di birra Duff per Homer, i coupon di Krusty il clown e Malibu Stacy per Bart e Lisa e i buoni sconto per la spesa al supermercato per Marge.
Se si riesce a raccogliere tutti i collezionabili di un livello, sarà sbloccato un trofeo esclusivo per quel personaggio; nelle versioni Xbox 360 e Playstation 3, ogni volta che vengono raccolti 6 trofei, verrà aumentata la barra di energia e, sempre esclusivamente in queste versioni, se si riesce a raccogliere tutti i collezionabili del gioco, si potrà ottenere l'energia infinita.

## Citazioni
L'intero videogioco è una parodia o una critica dei videogiochi in generale e anche di sé stesso. Critica in particolare la sempre crescente violenza nei videogiochi e un "fantomatico" sfruttamento dei personaggi dei videogiochi; sarà proprio questo a spingere i Simpson a salvare i loro alter ego fatti di pixel e a sconfiggere in battaglia Matt Groening e lo stesso Dio.
Un'altra presa in giro dei videogiochi sono le ricorrenti parodie di videogiochi e film famosi come Neverquest, Medal of Homer, Bartman Begins, Il giro del mondo in 80 morsi, Grand Theft Grattachecca.
In ogni livello, inoltre, vi sono dei cliché nascosti ovvero ogni volta che un personaggio compie qualcosa di molto usato nei videogiochi, il gioco si interrompe e appare l'Uomo Fumetto che fa delle critiche al riguardo.

## Doppiatori
- Tonino Accolla: Homer Simpson
- Liù Bosisio: Marge Simpson e Patty e Selma Bouvier
- Ilaria Stagni: Bart Simpson
- Monica Ward: Lisa Simpson
- Gabriele Lopez: Patata
- Paolo Vivio: Nelson Muntz, Pucci, Larry, Sumo del ghiaccio e voce del museo con Patata
- Oreste Baldini: Telespalla Mel, Nick Riviera e Akira
- Stefano Mondini: Seymour Skinner e Barney Gumble
- Teo Bellia: Boe Szyslak e folletto o orco Boe
- Davide Marzi: Willie
- Claudio Insegno: Julius Hibbert
- Franco Mannella: Otto Disc, Will Wright e Lewis Clark
- Sandro Iovino: Montgomery Burns
- Vittorio Amandola: Waylon Smithers
- Vladimiro Conti: Lenny Leonard, voci dei poliziotti e alcuni conigli di cioccolato
- Enrico Di Troia: Carl Carlson

- Gilberta Crispino: Martin Prince, Rod Flanders, Terry e Fichetto
- Manfredi Aliquò: Apu Nahasapeemapetilon
- Maura Cenciarelli: Ralph Winchester e Todd Flanders
- Federico Neri: Kent Brockman
- Fabrizio Mazzotta: Krusty il clown e i mini Krusty
- Davide Lepore: Milhouse Van Houten, Wiseguy e guardiani notturni
- Roberto Draghetti: Dio, Gary Chalmers, Capitano McAllister e Serpente
- Massimiliano Plinio: Luigi Risotto
- ?: Clancy Winchester, Kang e voci di alcuni alieni
- Nino D'Agata: Timothy Lovejoy e Lou
- Fabrizio Russotto: Professor Frink, Ned Flanders, Matt Groening e Eddie Edison